# Lagopterus minutus
Lagopterus minutus — викопний вид хижих птахів родини соколових (Falconidae), що існував в Південній Америці у пізньому плейстоцені. Рештки птаха знайдено неподалік міста Лухан в провінції Буенос-Айрес на північному сході Аргентини. Описаний з решток плечової кістки. Голотип зберігається в Музеї Ла-Плати